# 蜜色肌膚
《蜜色肌膚》（法語：Couleur de peau: Miel），法國-比利時動畫電影，描述韓國兒童被白人家庭收養的電影故事。

## 劇情介紹
融植自五歲起被遺棄在首爾街頭，就像近二十萬名韓戰後的韓國兒童，他被歐美國家的白人家庭收養。三十五年後，他再回到韓國，踏上祖國的土地上，尋訪過去的痕迹。

## 獎項
- 第17屆 日本新媒體動漫藝術節動畫大賞
- 第23屆 Animafest Zagreb格蘭披治獎
- 第23屆 Animafest Zagreb觀眾獎
- 第36屆 安錫國際動畫影展聯合國兒童基金會獎
- 第36屆 安錫國際動畫影展觀眾獎

## 外部連結
- 蜜色肌膚官方網站 （页面存档备份，存于） （法文）
- 蜜色肌膚imdb網站 （页面存档备份，存于） （英文）